# Премия имени Оярса Вациетиса
Премия имени Оярса Вациетиса (латыш. Ojāra Vācieša prēmija) — литературная премия, присуждаемая в Латвии. Носит имя поэта Оярса Вациетиса.
Премия была учреждена в 1984 году, сразу после смерти поэта, крупнейшим в Латвии колхозом-миллионером «Адажи» во главе с Албертсом Каулсом, и должна была присуждаться каждые пять лет в трёх номинациях: поэзия, стихи для детей и популяризация латышской поэзии на других языках. Премия была присуждена трижды, в последний раз в 1993 году.
Спустя десять лет администрации Адажской волости и Царникавской волости совместно с Музеем Оярса Вациетиса в Риге возродили премию, но уже как награду за поэтическую книгу, выпущенную в минувшем году. С 2011 года премию присуждала администрация Царникавского края (в 2021 году преобразованного обратно в Царникавскую волость). Традиционно награда вручается в день рождения Вациетиса 13 ноября.

## Лауреаты премии
- 1984:
  - Янис Петерс (поэзия)
  - Витаутс Люденс[латыш.] (стихи для детей)
  - Иван Драч (переводы латышской поэзии)
- 1988:
  - Визма Белшевица и Мара Залите (поэзия)
  - Янис Балтвилкс[латыш.] (стихи для детей)
  - Юрис Кронбергс (переводы латышской поэзии)
- 1993:
  - Имантс Зиедонис и Гунтарс Годиньш[латыш.] (поэзия)
  - Фольклористы Мара Меллена, Валдис Муктупавелс[латыш.] и Эрнестс Спичс[латыш.] (создание учебных пособий по латышскому фольклору для школьников)
- 2003: Инесе Зандере
- 2004: Инга Гайле
- 2005: Андра Манфелде
- 2006: Петерис Бруверис
- 2007: Имантс Аузиньш
- 2008: Роналдс Бриедис
- 2009: Эдвинс Раупс
- 2010: Янис Рокпелнис и Леонс Бриедис
- 2011: Анна Аузиня
- 2012: Инга Гайле
- 2013: Аманда Айзпуриете
- 2014: Анна Дзинтаре
- 2015: Янис Рокпелнис
- 2016: Марис Салейс
- 2017: Анна Аузиня
- 2018: Дайна Сирма
- 2019: Арвис Вигулс
- 2020: Янис Хвоинскис и Инга Пизане
- 2021: Иварс Штейнбергс
- 2022: Хенрикс Элиасс Зегнерс